# Fritz Schenk (Romanist)

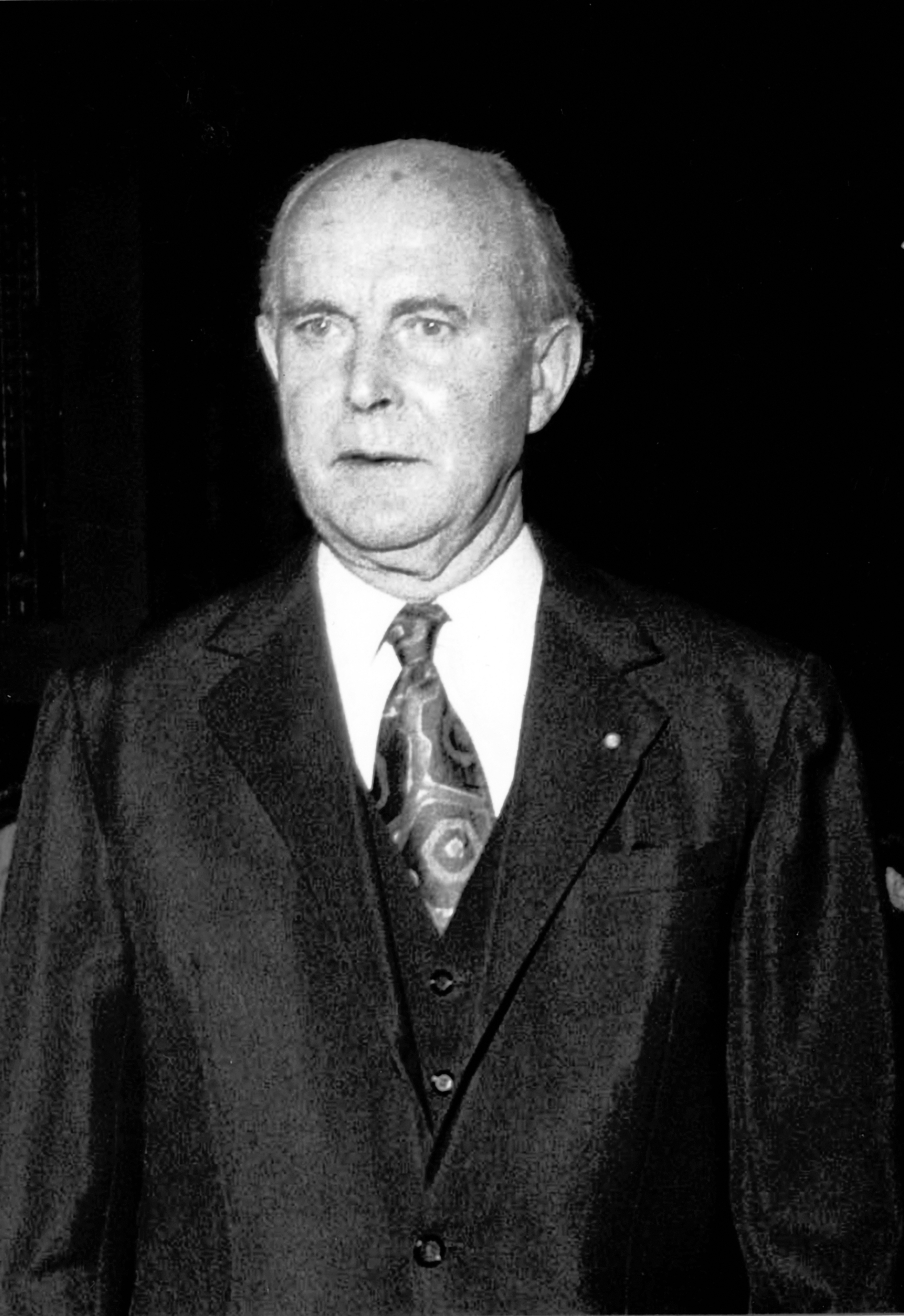
Fritz Schenk

Fritz Schenk (* 5. September 1906 in Nouvel-Avricourt; † 9. Dezember 1985) war ein deutscher Romanist und Historiker und der Gründer des deutsch-französischen Instituts (dfi) in Ludwigsburg.

## Leben und Wirken

### Kindheit und Jugend
Fritz Schenk kam als siebtes Kind in einer deutschen Familie im Grenzort Nouvel-Avricourt in Lothringen zur Welt. Durch seine zahlreichen französischen Schulkameraden hatte er bereits in jungen Jahren Kontakt zu Frankreich und ganz direkte Beziehungen zum Nachbarland. Nach dem Ende des Ersten Weltkriegs 1919, zog die Familie zurück in die Heimatstadt der Mutter Kirchheim unter Teck in Württemberg, wo Schenk seine gesamte Jugend verbrachte und 1925 sein Abitur ablegte.

### Studium
1925 begann Schenk ein neuphilologisches Studium in Romanistik und Geschichte an der Universität in Tübingen. Seit 1925 war er Mitglied der Studentenverbindung Normannia Tübingen. In Tübingen legte er 1932 eine Promotion mit dem Titel „Kritische Studien zu den Denkwürdigkeiten eines Sozialdemokraten von Wilhelm Blos“ ab. Mehrere Semester studierte er an den Universitäten in Berlin, Nancy und Paris. Auch danach reiste er mehrfach nach Frankreich, um seine Kontakte nach Frankreich zu pflegen. Zwischen 1935 und 1937 war er Leiter des Wohnheims für ausländische Studenten „Deutsche-Burse“ in Tübingen. Die weiteren Jahre bis zum Ausbruch des Zweiten Weltkrieges verbrachte er immer wieder im Ausland. Nachgewiesen sind Aufenthalte in Ungarn, Jugoslawien und der Tschechoslowakei, bei denen er vielseitige Erfahrungen im Bereich internationale Austausche sammelte.

### Während des Zweiten Weltkriegs
Ab dem Jahr 1939 nahm er als Infanterist am Zweiten Weltkrieg Teil, während dem er zeitweise in Frankreich stationiert war. 1945 geriet er als Oberstleutnant für kurze Zeit in amerikanische Gefangenschaft, vermutlich in Leonberg. Nach Kriegsende setzte er sich für viele international tätige Organisationen ein. Er begleitete beispielsweise die Gründung der internationalen Bürgermeister-Union und den Aufbau der Europa-Union, für die er 1948 als Kreisvorsitzender aktiv war.
Die Erkenntnis, die er aus dem Zweiten Weltkrieg gewonnen hatte, war, dass „die beiden größten und wichtigsten Völker in Europa, die Franzosen und die Deutschen, sich endlich zusammenschließen“ sollten. Zunächst organisierte er private Französischkurse in Ludwigsburg, womit er sich eine Zeit lang seinen Lebensunterhalt verdiente.

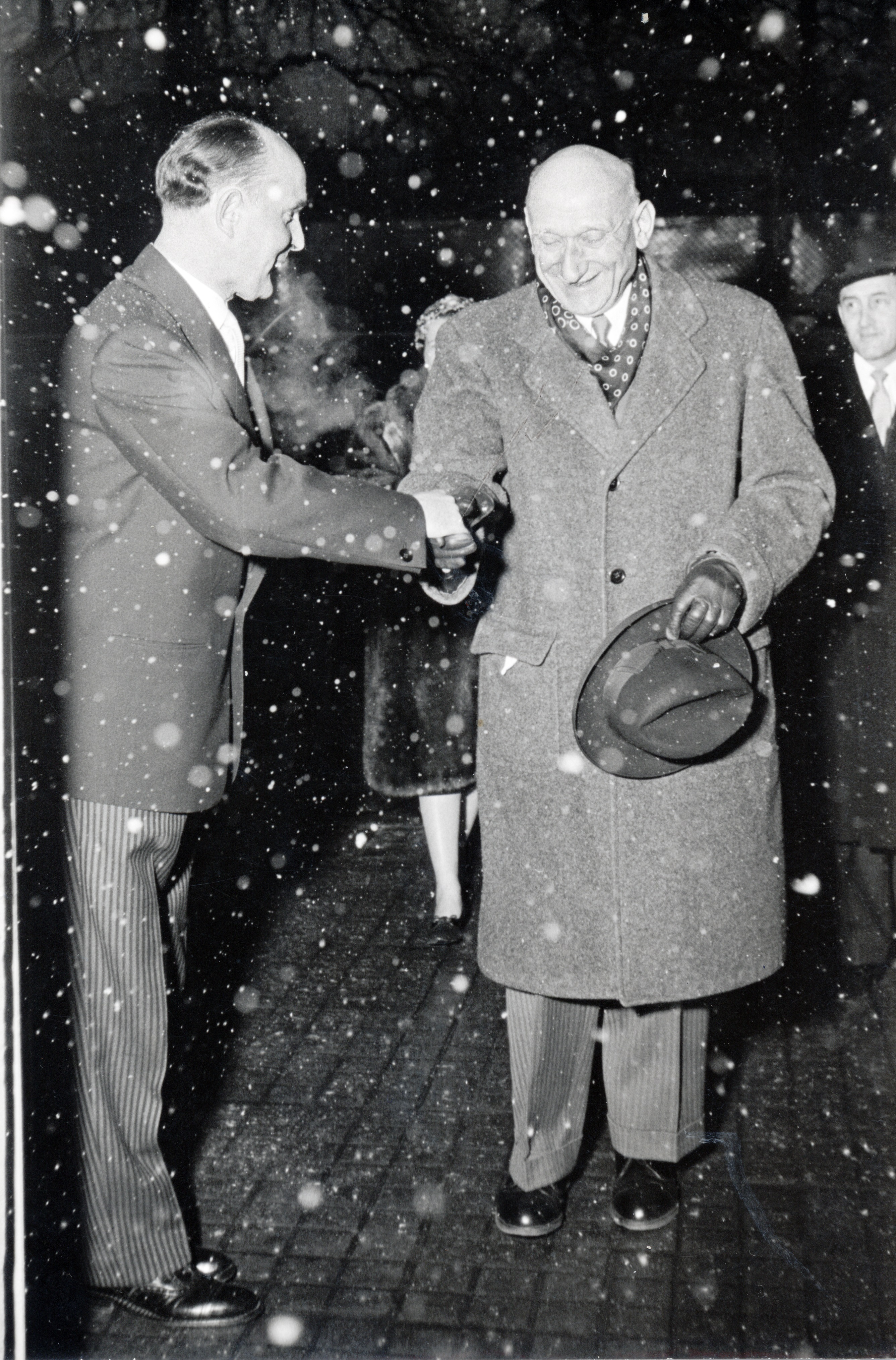
Fritz Schenk begrüßt Robert Schuman in Ludwigsburg

### Gründung des dfi
1948 gründete er gemeinsam mit Persönlichkeiten wie Theodor Heuss und Carlo Schmid in Ludwigsburg das Deutsch-Französische Institut (dfi). Die Errichtung eines solchen Instituts, das sich bereits kurz nach dem Krieg für den Austausch zwischen Franzosen und Deutschen einsetze, war zum damaligen Zeitpunkt revolutionär. Schenk lag diese Idee sehr am Herzen, weswegen er sich mit voller Begeisterung dafür einsetzte. Unterstützung für sein Vorhaben erhielt er dabei vom späteren Bundespräsidenten Theodor Heuss und dem SPD-Politiker Carlo Schmid. Zielsetzung des Instituts war die „Verständigung mit Frankreich auf allen Gebieten des geistigen und öffentlichen Lebens“. (Gründungsurkunde des Instituts von 1948)
Im April 1948 reichte Schenk einen ersten Plan für die Gründung des deutsch-französischen Institutes bei der Stadtverwaltung Ludwigsburg ein. Bereits zwei Monate später, am 2. Juli 1948, wurde das dfi gegründet, dessen Leitung Schenk persönlich übernahm. Das französische Institut „Comité Français d’Echanges avec l’Allemagne Nouvelle“ in Paris, dessen Generalsekretär bis zu seiner Auflösung 1967 Alfred Grosser war, wurde zu seinem wichtigsten Austauschpartner auf französischer Seite.
Im Frühjahr 1952 bot Wilhelm Hausenstein, der erste Botschafter der jungen Bundesrepublik in Paris, Schenk den Posten des dortigen Kulturattachés an. Obwohl der Leiter des Instituts zum damaligen Zeitpunkt nicht übermäßig verdiente und die Zukunft des Instituts noch nicht absehbar war, lehnte Schenk nach langen Überlegungen die gutbezahlte und sichere Stelle in Paris ab. Er begründete seine Entscheidung damit, dass er mit seiner Funktion als Direktor im Institut mehr bewirken könne und dass ein eventueller Wechsel nach Paris das Ende des Instituts bedeuten würde.
Obwohl Schenk 1972 offiziell in den Ruhestand ging, nahm er bis zu seinem Tod weiterhin als Vorstandsmitglied des dfi an den Veranstaltungen und Planungen des Instituts teil. Darüber hinaus blieb er ein Mitglied der Europa-Union.
Im Laufe seines Lebens erhielt Schenk mehrere Auszeichnungen. Er wurde zum Ritter der Ehrenlegion ausgezeichnet, war Offizier des „Palmes-Académiques“ und Träger des Bundesverdienstkreuzes.

## Tondokumente
- Die Bedeutung Der Privaten Initiative Für Die Deutsch-französische Verständigung. Ludwigsburg: Deutsch-Französisches Institut, 1957.[6]
- Tätigkeitsbericht Des Deutsch-Französischen Instituts 1960. Ludwigsburg: Deutsch-Französisches Institut, 1961.[7]
- Die Nachwuchsförderung Als Möglichkeit Einer Vertiefung Der Deutsch-französischen Beziehungen. Ludwigsburg: Deutsch-Französisches Institut, 1963.[8]
- Jahresversammlung Des Deutsch-Französischen Instituts. Ludwigsburg: Deutsch-Französisches Institut, 1964.[9]
- Rückblick Auf Die Tätigkeit Des Deutsch-Französischen Instituts Von 1948 – 1972. Ludwigsburg: Deutsch-Französisches Institut, 1972.[10]
- Rückblick Auf 25 Jahre Deutsch-Französisches Institut. Ludwigsburg: DFI, 1972.
- Schenk, Fritz 1906–1985, Grosser, Alfred 1925– und Schmid, Carlo 1896–1979. „Keines Falls Machen Wir Verständlerei“. Ludwigsburg: Deutsch-Französisches Institut, 1958.[11]